# Caius Furius Pacilus (consul en -412)
Caius Furius Pacilus est un homme politique romain, consul en 412 av. J.-C.

## Famille
Il est membre des Furii Pacili, branche de la gens Furia. Il est le fils de Caius Furius Pacilus Fusus, consul en 441 av. J.-C.

## Biographie
Il devient consul en 412 av. J.-C. avec Quintus Fabius Ambustus Vibulanus pour collègue. Durant leur consulat, le tribun de la plèbe Lucius Icilius propose une loi agraire.

« Dès le commencement de l'année, ce tribun, comme s'il eût pris la sédition pour un devoir de son nom et de sa famille, agitait la ville par des demandes de lois agraires, quand une peste, plus menaçante pourtant que meurtrière, vint détourner du Forum et des débats publics les pensées des hommes, pour les ramener au salut de la famille et au soin de leur santé. On croit communément que cette peste causa moins de dommage que n'en eût causé la sédition : elle quitta la ville après y avoir rendu malade beaucoup de monde, mais laissant peu de victimes. »

— Tite-Live, Histoire romaine, IV, 52, 2-3